# Takeuchi Seihō
Pour les articles homonymes, voir Seiho.
Takeuchi Seihō est un nom japonais traditionnel ; le nom de famille (ou le nom d'école), Takeuchi, précède donc le prénom (ou le nom d'artiste).
Takeuchi Seihō (竹内 栖鳳) (20 décembre 1864 - 23 août 1942) est le nom d'artiste d'un peintre japonais du genre nihonga, actif de l'ère Meiji à l'ère Shōwa. Un des fondateurs du ni-honga, son œuvre couvre un demi-siècle et il est considéré comme un des maîtres du cercle de peintres de Kyoto d'avant-guerre. Son véritable nom est Takeuchi Tsunekichi.

## Carrière
Très jeune, Seihō, qui est né à Kyoto, dans l'arrondissement de Nakagyō-ku, au carrefour des rues Oike et Aburanokōji (ja), aime dessiner et veut devenir artiste. Il est alors élève de Kōno Bairei de l'école Shijō de peinture traditionnelle. En 1882, deux de ses peintures sont récompensées au Naikoku Kaiga Kyoshinkai (concours de peinture familiale), l'un des premiers concours de peinture moderne au Japon, ce qui lance sa carrière.
Durant l'Exposition universelle de 1900 à Paris, il voyage en Europe où il étudie l'art occidental. Après son retour au Japon, il crée un style unique, combinant les techniques réalistes des écoles japonaises traditionnelles Shijō-Maruyama avec les formes occidentales de réalisme empruntées aux techniques de Turner et de Corot. Le résultat de cette rencontre devient l'un des principaux styles du ni-honga moderne. Ses sujets de prédilection sont les animaux, souvent dans des poses amusantes comme un singe monté sur un cheval. Il est également remarqué pour ses paysages.
Dès le commencement des expositions Bunten de l'Académie japonaise d'art en 1907, Seiho fait partie du comité de sélection. En 1909 il devient professeur au collège municipal de peinture de Kyoto, le prédécesseur de l'Université municipale des Arts de Kyoto). Seihō fonde aussi sa propre école privée, le Chikujokai. Beaucoup de ses élèves s'établissent plus tard comme artistes de renom dont Tokuoka Shinsen et Uemura Shōen.
En 1913, Seihō est nommé peintre de cour auprès de l'Agence impériale et en 1919 à l'Académie impériale des beaux-arts (Teikoku Bijutsuin). Il est l'une des premières personnes à se voir décerner l'Ordre de la Culture quand cette distinction est établie en 1937. Malade, il meurt alors qu'il est en convalescence à l'auberge « Amanoya Ryōkan » de Yugawara, district d'Ashigarashimo, préfecture de Kanagawa.
Il utilise d'abord les kanji 棲鳳 pour le premier nom de son pseudonyme, qui peut-être se prononce Saihō.

## Œuvres importantes
- 雨霽 (Pluie). 1907, Musée d'art moderne de Tokyo
- アレ夕立に (Soir). 1909, 高島屋史料館 (Musée historique de Takashimaya ?)
- 絵になる最初 (D'abord une photo). 1913, Musée municipal d'art de Kyoto
- 群鵜 (Groupe). 1913, Kachu'an Takeuchi Seiho Memorial gallery
- 斑猫 (Chat tigré). 1924, Musée d'art Yamatane, bien culturel important du Japon
- 平家驚禽声逃亡 (oiseaux effrayés). Musée national de Tokyo
- 秋興 (Qiu Xing). 1927, Musée d’art moderne de Kyoto）
- 薫風稚雀・寒汀白鷺 (Paon). 1928, Agence impériale

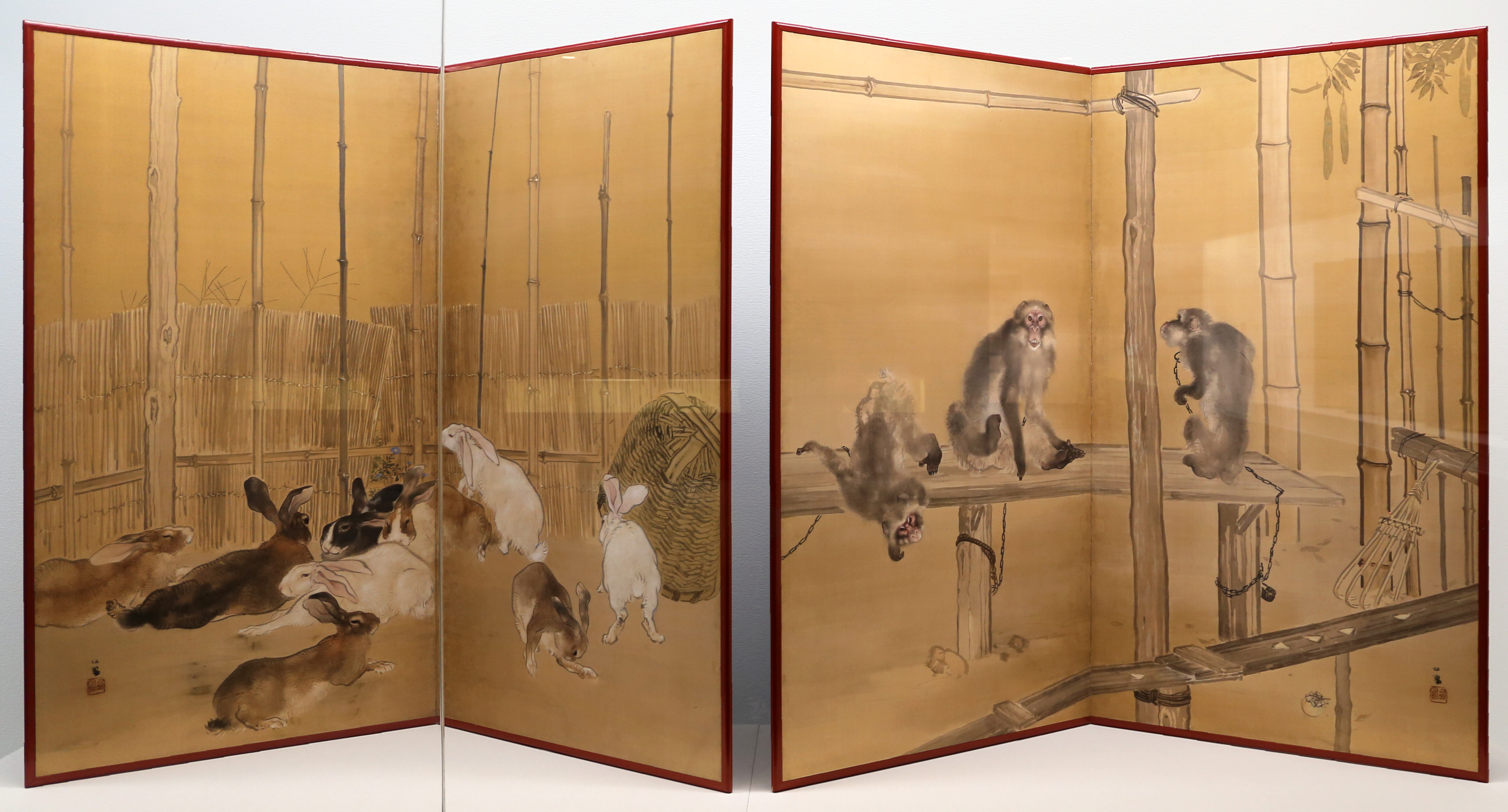
Takeuchi Seihō. Singes et lapins, 1908. Paravents à deux panneaux, chacun L. 183 x H. 163.5 cm. Musée national d'Art moderne de Tokyo

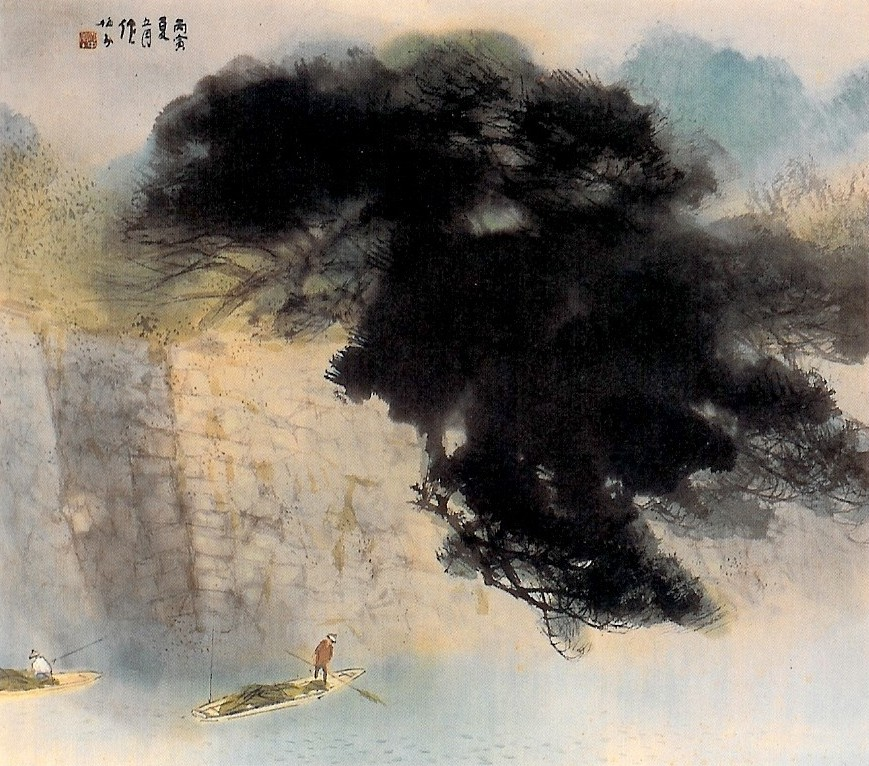
Pins. Avant 1942. Encre et couleurs légères sur papier

## Élèves notables
- Uemura Shōen
- Ono Chikkyō
- Tsuchida Bakusen[3].
- Nishimura Go'un (西村五雲)
- Hashimoto Kansetsu (橋本関雪)[4].